# Sur les traces de Laviolette
Pour plus de détails, voir Fiche technique et Distribution.
Sur les traces de Laviolette est un film documentaire québécois réalisé par le documentariste Pierre Saint-Yves et l'historien Yannick Gendron, et sorti en 2009 dans le cadre des fêtes du 375e anniversaire de Trois-Rivières. Il propose que le vrai fondateur de Trois-Rivières soit Théodore Bochart du Plessis. Il comporte une suite avec le documentaire Sur les traces de Bochart paru en 2019.

## Synopsis
Le documentaire fait état des travaux du professeur Yannick Gendron dans sa recherche de la véritable identité du fondateur de la ville de Trois-Rivières, le nommé Laviolette,. Il propose que le vrai fondateur de Trois-Rivières soit Théodore Bochart du Plessis,. Il décrit et explique le contexte politique, économique, social et religieux dans lequel la deuxième plus vieille ville du Canada a été fondée. Enfin il rend compte du défi qu’une trentaine de personnes ont relevé en mai 2009 en reproduisant une expédition en rabaska de Québec à Trois-Rivières.

## Fiche technique
- Titre : Sur les traces de Laviolette
- Réalisation : Pierre Saint-Yves
- Scénario : Pierre Saint-Yves et Yannick Gendron
- Musique : Pierre-Alexandre Saint-Yves, Andrew Well-Oberegger et Jean-Simon Blanchet
- Montage : Pierre Saint-Yves
- Production : Pierre Saint-Yves
- Société de production : Les Productions Hérodotus, Trois-Rivières (Québec)
- Langue originale : français
- Format : DVD - couleurs
- Langue : Français
- Date du début de la production : 2006
- Lieux de tournage : Trois-Rivières (Manoir de Tonnancour, parc du Platon et île Saint-Quentin), Saint-Mathieu-du-Parc (Village amérindiem Mokotakan et Auberge du trappeur), Québec, Dieppe, Honfleur, Tourouvre, Caen, Portneuf, Champlain.
- Durée : 71 min 0 s
- Première diffusion en salle : 18 juin 2009 à la Salle J.-Antonio Thompson, Trois-Rivières
- Première télédiffusion : 21 juin 2009 à la télévision de Radio-Canada, Trois-Rivières
- Première tournée en France : 20 octobre 2009 à la Maison du Québec, Saint-Malo; 21 octobre 2009 à l'Espace Jacques-Villeret, Tours; et 23 octobre 2009 à la Salle Félix-Leclerc, Tourouvre

### Distribution
- Louise Hamel : narratrice (voix)
- René Héroux (voix)
- Pierre-Alexandre Saint-Yves  (voix)

Intervenants :
- Yannick Gendron : lui-même, historien
- René Beaudoin : lui-même, historien
- Yvon Martin : lui-même, archiviste et paléographe
- Gervais Carpin : lui-même, professeur
- Rémi Guertin : lui-même, géographe
- Mario Marchand : lui-même, historien
- Martin Gauthier : lui-même, historien
- Anne-Claire Fillâtre
- Pierre Ickowicz
- Pierre Jan
- Claude Lessard